# Tyrannochthonius duo
Tyrannochthonius duo (лат.) — троглобионтный вид ложноскорпионов рода Tyrannochthonius из семейства Chthoniidae. Встречается в пещерах в Китае: провинция Гуйчжоу, Jiangkou County, Nuxi Town, Mengjiatun Village, пещера Liangfeng Cave, под камнями и детритом в глубинной зоне (температура: 13 °C, влажность: 80 %) [27°49′37.84″N, 108°51′43.34″E], 408 м над уровнем моря. Видовое название происходит от латинского слова «duo», означающего двойной, что относится к наличию двух хорошо развитых передних глаз.

## Описание
Длина тела около 2 мм. Цвет в целом бледно-жёлтый, хелицеры, педипальпы и тергиты немного темнее, мягкие части бледные. От близких видов отличаются следующими признаками: умеренно крупный трогломорфный вид с удлинёнными придатками; карапакс с двумя передними роговидными глазами, задние глаза редуцированы в глазницы; передний край карапакса тонкий, мелкозубчатый, эпистома маленькая, заострённая, треугольная; задний край карапакса с 2 волосками; тергиты I—II с 4 волосками каждый. Педипальпы тонкие, бедро в 5,85 раз (самец) и в 5,79—6,08 раз (самки) длиннее ширины; клешня в 6,94 раз (♂) и в 5,85—6,56 раз (♀) длиннее ширины; оба пальца клешни с интеркалярными зубцами; хемосенсорные волоски присутствуют на дорсуме кисти клешни.  Имеют длинные коксальные шипы; аподема подвижного пальца нормальная, не сложная или сильно склеротизованная; суббазальный трихоботрий расположен посередине между субтерминальным и базальным или ближе к субтерминальному. Вид был впервые описан в 2023 году китайскими арахнологами Yanmeng Hou, Zegang Feng и Feng Zhang из Хэбэйского университета (Hebei University, Баодин, Хэбэй) по типовым материалам из Китая.